# Spilosoma inaequalis
Lemyra inaequalis là một loài bướm đêm thuộc phân họ Arctiinae, họ Erebidae.